# Isopentylacetat
Isopentylacetat, isoamylacetat eller 3-metyl-1-butylacetat är en ester av isopentanol och ättiksyra med formeln C5H11OCOCH3.

## Egenskaper
Isopentylacetat är en färglös vätska som är olöslig i vatten, men löslig i de flesta organiska lösningsmedel. Det har en stark, fruktliknande doft och smak.

## Framställning
Isopentylacetat framställs syntetiskt genom att reagera isopentanol (C5H11OH) och ättiksyra (CH3COOH) med svavelsyra (H2SO4) som katalysator.

## Användning
Isopentylacetat används som smaktillsats i livsmedel och godis. Ren isopentylacetat eller uppblandad med isomeren pentylacetat går under namnet bananolja. Isopentylacetat löst i etanol kallas päronolja.
Det används också för att testa andningsskydd och gasmasker eftersom det har en stark, men inte obehaglig doft och inte är giftigt.
Isopentylacetat används även i termometrar.

## Förekomst
Isopentylacetat är ett viktigt feromon för honungsbin som använder det för doftkommunikation.